# Hans Jensen Hansen
Hans Jensen Hansen (* 22. Oktober 1875 in Søbjerggård, Randers Amt, Dänemark; † 25. Januar 1968 in Taarbæk) war ein dänischer Physiker und Meteorologe.
Er war der Sohn des Hofbesitzers Jens Hansen (1843–1923) und dessen Frau Maren, geborene Jensen (1846–1893). Ab 1896 besuchte er die Randers lærde Skole. Hansen wurde 1897 cand. phil. und 1902 magister scientiarum in Physik. Ab 1904 arbeitete er im Wetterdienst des Dänischen Meteorologischen Instituts in Kopenhagen. 1910 wurde er Staatsmeteorologe und 1911 zum Leiter der klimatologischen Abteilung des Instituts berufen. Als er 1945 das Pensionsalter erreichte, wurde seine Anstellung um weitere drei Jahre verlängert.
Hansen bearbeitete die 1909 bis 1912 aufgezeichneten meteorologischen Daten von Ejnar Mikkelsens Alabama-Expedition nach Ostgrönland. Für das von Daniel Bruun (1856–1931) herausgegebene und zwischen 1919 und 1923 in vier Bänden erschienene Werk Danmarks Land og Folk schrieb er das Kapitel über das dänische Klima. Sein Hauptwerk sind die 1933 vom Dänischen Meteorologischen Institut erstmals publizierten Klimatabellen für Dänemark.
Hans Hansen war seit dem 29. September 1905 verheiratet mit Agnes Harriet Vilhelmine Rasmussen (1881–1965), der Tochter des Malers Frants Cecilius Rasmussen (1842–1929) und Frederikke Vilhelmine, geborene Hansen (1846–1907).
Für seine Verdienste wurde Hansen 1926 zum Ritter des Dannebrogordens ernannt. 1939 wurde er mit dem Ehrenzeichen der Männer von Dannebrog ausgezeichnet.

## Werke
- Meteorological observations on the Alabama-Expedition. In: Meddelelser om Grønland. Band 52, 1922, S. 215–295 (englisch, biodiversitylibrary.org).
- Det Danske Meteorologiske Institut: Danmarks Klima. Gads Forlag, Kopenhagen 1933 (dänisch).